# Botic van de Zandschulp
Botic van de Zandschulp (* 4. Oktober 1995 in Wageningen) ist ein niederländischer Tennisspieler.

## Karriere
Ab der Saison 2015 spielte er regelmäßig Turniere auf der ITF Future Tour, wo er im Folgejahr bereits erste Titel sowohl im Einzel als auch im Doppel gewann. Sein bis dato erfolgreichstes Jahr war 2017, in dem er sechs seiner neun Doppeltitel auf der Future Tour holte und sich um mehr als 300 Plätze in der Weltrangliste verbesserte. Zusätzlich gelang ihm sein erster Erfolg auf der ATP Challenger Tour. Im September zog er in Alphen aan den Rijn mit seinem Landsmann Boy Westerhof in das Doppelfinale ein. Dort setzten sie sich in zwei Sätzen gegen Aleksandar Lasow und Wolodymyr Uschylowskyj durch.
Im Einzel konnte er seinen ersten Erfolg auf der Challenger Tour 2019 beim Hamburg Challenger verbuchen. Dort gewann er das Einzel gegen den Spanier Bernabé Zapata Miralles in drei Sätzen.
2019 debütierte er für die niederländische Davis-Cup-Mannschaft.

## Erfolge
| Legende (Anzahl der Siege)            |
| Grand Slam                            |
| ATP Finals Next Generation ATP Finals |
| ATP Tour Masters 1000                 |
| ATP Tour 500                          |
| ATP Tour 250 (2)                      |
| ATP Challenger Tour (2)               |

| ATP-Titel nach Belag |
| Hartplatz (2)        |
| Sand (0)             |
| Rasen (0)            |

### Einzel

#### Turniersiege
| Nr. | Datum            | Turnier | Belag     | Finalgegner             | Ergebnis      |
| --- | ---------------- | ------- | --------- | ----------------------- | ------------- |
| 1.  | 27. Oktober 2019 | Hamburg | Hartplatz | Bernabé Zapata Miralles | 6:3, 5:7, 6:1 |

#### Finalteilnahmen
| Nr. | Datum          | Turnier     | Belag | Finalgegner | Ergebnis       |
| --- | -------------- | ----------- | ----- | ----------- | -------------- |
| 1.  | 1. Mai 2022    | München (1) | Sand  | Holger Rune | 4:3 aufgg.     |
| 2.  | 23. April 2023 | München (2) | Sand  | Holger Rune | 4:6, 6:1, 6:73 |

### Doppel

#### Turniersiege

##### ATP Tour
| Nr. | Datum            | Turnier     | Belag         | Partner           | Finalgegner                    | Ergebnis          |
| --- | ---------------- | ----------- | ------------- | ----------------- | ------------------------------ | ----------------- |
| 1.  | 23. Oktober 2022 | Antwerpen   | Hartplatz (i) | Tallon Griekspoor | Rohan Bopanna Matwé Middelkoop | 3:6, 6:3, [10:5]  |
| 2.  | 2. Februar 2025  | Montpellier | Hartplatz (i) | Robin Haase       | Tallon Griekspoor Bart Stevens | 6:79, 6:3, [10:5] |

##### ATP Challenger Tour
| Nr. | Datum              | Turnier             | Belag | Partner       | Finalgegner                             | Ergebnis  |
| --- | ------------------ | ------------------- | ----- | ------------- | --------------------------------------- | --------- |
| 1.  | 10. September 2017 | Alphen aan den Rijn | Sand  | Boy Westerhof | Aleksandar Lasow Wolodymyr Uschylowskyj | 7:65, 7:5 |

#### Finalteilnahmen
| Nr. | Datum            | Turnier   | Belag         | Partner            | Finalgegner                  | Ergebnis          |
| --- | ---------------- | --------- | ------------- | ------------------ | ---------------------------- | ----------------- |
| 1.  | 24. Februar 2023 | Doha      | Hartplatz     | Constant Lestienne | Rohan Bopanna Matthew Ebden  | 7:65, 4:6, [6:10] |
| 2.  | 21. Mai 2023     | Rom       | Sand          | Robin Haase        | Hugo Nys Jan Zieliński       | 5:7, 1:6          |
| 3.  | 18. Februar 2024 | Rotterdam | Hartplatz (i) | Robin Haase        | Wesley Koolhof Nikola Mektić | 3:6, 5:7          |

## Abschneiden bei Grand-Slam-Turnieren

### Einzel
| Turnier         | 2020 | 2021 | 2022 | 2023 | 2024 | 2025 | Karriere |
| --------------- | ---- | ---- | ---- | ---- | ---- | ---- | -------- |
| Australian Open | Q1   | 1    | 3    | 2    | 1    | 1    | 3        |
| French Open     | Q2   | 2    | 3    | 1    | 1    | 1    | 3        |
| Wimbledon       |      | 2    | AF   | 2    | 2    | 2    | AF       |
| US Open         | —    | VF   | 2    | 2    | 3    |      | VF       |

Zeichenerklärung: S = Turniersieg; F, HF, VF, AF = Einzug ins Finale / Halbfinale / Viertelfinale / Achtelfinale; 1, 2, 3 = Ausscheiden in der 1. / 2. / 3. Hauptrunde; Q1, Q2, Q3 = Ausscheiden in der 1. / 2. / 3. Qualifikationsrunde; nicht ausgetragen